# Башланы
 Башланы  — деревня в Кирово-Чепецком районе Кировской области России. Входит в состав Чувашевского сельского поселения.

## География
Находится  в центральной части региона, в подзоне южной тайги, по реке Филипповка, на расстоянии примерно 28 км на восток-юго-восток по прямой от центра района города Кирово-Чепецк.

### Климат
Климат характеризуется как континентальный, с продолжительной холодной многоснежной зимой и умеренно тёплым коротким летом. Среднегодовая температура — 1,3 — 1,4 °C. Средняя температура воздуха самого холодного месяца (января) составляет −14,4 — −14,3 °C (абсолютный минимум — −35 °С); самого тёплого месяца (июля) — 17,6 — 17,8 °C (абсолютный максимум — 35 °С). Безморозный период длится в течение 114—122 дней. Годовое количество атмосферных осадков — 500—700 мм, из которых около 70 % выпадает в тёплый период. Снежный покров устанавливается в середине ноября и держится 160—170 дней.

## Топоним
В 1802 году — починок У речки Петелихи Савы Боева. В 1873 году — починок Саввы Боева или Башланы. Настоящее название утвердилось с 1939 года.

## История
Известна с 1802 года.

## Население
| 2010 |
| ---- |
| 10   |

В 1873 году в 17 дворах 176 жителей, в 1905 — 34 и 237, в 1926 (деревня Башлановская или Саввы Баева) 50 и 256, в 1950 — 58 и 217, в 1989 году 3 жителя.

### Национальный состав
Согласно результатам переписи 2002 года, в национальной структуре населения русские составляли 100 % из 4
чел..

## Инфраструктура
Личное подсобное хозяйство. Ещё в 1802 году починок с 8 дворами.

## Транспорт
Просёлочные дороги.